# Kankaanpää
Kankaanpää is een gemeente en stad in de Finse provincie West-Finland en in de Finse regio Satakunta. De gemeente heeft een landoppervlakte van 1.021,24 km² en telt 1.258 inwoners (2022).

## Geboren
- Ristomatti Hakola (15 april 1991), langlaufer